# Grazer Philharmoniker
Die Grazer Philharmoniker sind das Opern- und Konzertorchester der steirischen Landeshauptstadt Graz. 2018 wurde das Grazer Philharmonische Orchester auf Grazer Philharmoniker umbenannt.

## Geschichte
Im steirischen Musikleben hatte das Grazer Städtische Orchester bereits vor dem Ersten Weltkrieg eine wichtige Rolle gespielt. Zu seinen Ur- und Erstaufführungen zählt jene von Anton Bruckners Fünfter Symphonie und  die österreichische Erstaufführung der Oper Salome von Richard Strauss unter Leitung des Komponisten im Jahr 1906.
Nach dem Zweiten Weltkrieg gab es in Graz zwei Symphonieorchester, das Städtische Orchester und das Funkorchester der Sendergruppe Alpenland. Aus der Fusion dieser beiden Institutionen ging am 1. September 1950 das Grazer Philharmonische Orchester hervor. Unter Herbert Albert spielte es erstmals im Grazer Stefaniensaal.
Generalmusikdirektor und Chefdirigent war ab 2013 Dirk Kaftan. Im Februar 2017 wurde Oksana Lyniv als seine Nachfolgerin ab der Saison 2017/18 bestellt. Ab der Saison 2023/24 ist Vassilis Christopoulos Chefdirigent der Grazer Philharmoniker.
Heute spielen die Grazer Philharmoniker vornehmlich Oper, Operette, Ballett und Musical. In der Grazer Oper spielt das Orchester jährlich zu Saisonbeginn ein Eröffnungskonzert, ein Adventkonzert, das traditionelle Neujahrskonzert am 1. Jänner, ein Sonderkonzert sowie die Familienkonzerte der Oper Graz. Mitglieder des Orchesters sind zudem solistisch in der Kammermusikreihe der Oper Graz zu hören. Im Musikverein für Steiermark sind die Grazer Philharmoniker jährlich mit einem Zyklus von Symphoniekonzerten sowie mit einem Zyklus von Soireekonzerten (kleiner besetzte Orchesterkonzerten mit Werken, die auch Instrumentalsolisten aus dem Orchester präsentieren) vertreten. Konzerte im Grazer Umland, im Musikverein Wien und bei steirischen Events wie dem Aufsteirern ergänzen die künstlerische Aktivität des Orchesters.
Gastspiele führten das Orchester nach Nairobi (Kenia), Taiwan, Kroatien, Slowenien, die Schweiz, Spanien und Ungarn. Außerdem spielte es bei verschiedenen Fernsehaufzeichnungen der Grazer Oper und bei Rundfunkübertragungen.

## Chefdirigent
- (1947–1950: Hans Swarowsky)
- 1950–1952: Herbert Albert
- 1960–1971: Berislav Klobučar
- 1981–1990: Nikša Bareza
- 1991–1994: Mario Venzago
- 2001–2004: Philippe Jordan
- 2006–2013: Johannes Fritzsch
- 2013–2017: Dirk Kaftan
- 2017–2020: Oksana Lyniv[3]
- 2020–2023: Roland Kluttig[3]
- ab 2023: Vassilis Christopoulos

## Dirigenten (chronologisch)
Zu den Dirigenten, die mit dem Orchester arbeiteten, gehören: Carl Muck, Franz Lehár, Robert Stolz, Karl Böhm, Clemens Krauss, Max Schönherr, Oswald Kabasta, Rudolf Moralt, Ernst Märzendorfer, Maximilian Kojetinsky, Hans Swarowsky, Adrian Boult, Sergiu Celibidache, Walter Goldschmidt, André Cluytens, Gustav Cerny, Herbert Albert, Miltiades Caridis, Rudolf Bibl, Lovro von Matačić, Günter Wich, Nikša Bareza, Berislav Klobučar, Hermann Scherchen, Edgar Seipenbusch, Friedrich Cerha, Argeo Quadri, Lamberto Gardelli, Theodor Guschlbauer, Wolfgang Bozić, Milan Horvat, Bruno Maderna, Peter Schrottner, Stefan Soltesz, Ádám Fischer, Fabio Luisi, Thomas Sanderling, Mario Venzago, Peter Gülke, Beat Furrer, Arturo Tamayo, Peter Schneider, Ulf Schirmer, Philippe Jordan, Arnold Östman, Michael Boder, Johannes Fritzsch, Leopold Hager, Dirk Kaftan und Oksana Lyniv.